# Roman Staněk
Roman Staněk (ur. 25 lutego 2004 w Valašské Meziříčí) – czeski kierowca wyścigowy, startujący w Formule 2 w sezonie 2023 w zespole Trident.

## Wyniki
| Legenda oznaczeń w tabelach wyników Wyświetl szablon na nowej stronie | Legenda oznaczeń w tabelach wyników Wyświetl szablon na nowej stronie                                                                     |
| Oznaczenie                                                            | Wyjaśnienie |
| --------------------------------------------------------------------- | --- |
| Złoty                                                                 | Zwycięzca lub mistrzostwo |
| Srebrny                                                               | 2. miejsce lub wicemistrzostwo |
| Brązowy                                                               | 3. miejsce lub II wicemistrzostwo |
| Zielony                                                               | Ukończył, punktował (w klasyfikacji generalnej, gdy zdobył co najmniej jeden punkt na przestrzeni sezonu, poza trzema powyższymi opcjami) |
| Niebieski                                                             | Ukończył, nie punktował (w klasyfikacji generalnej, gdy nie zdobył co najmniej jednego punktu na przestrzeni sezonu)                      |
| Czerwony                                                              | Nie zakwalifikował się (NZ) |
| Czerwony                                                              | Nie prekwalifikował się (NPK) |
| Różowy                                                                | Nie ukończył (NU) |
| Różowy                                                                | Niesklasyfikowany (NS) (w klasyfikacji generalnej, gdy nie został sklasyfikowany w żadnym wyścigu sezonu)                                 |
| Czarny                                                                | Zdyskwalifikowany (DK) |
| Czarny                                                                | Wykluczony (WYK/EX) |
| Biały                                                                 | Nie wystartował (NW) |
| Biały                                                                 | Kontuzjowany (K/INJ) |
| Biały                                                                 | Wyścig odwołany (OD/C) |
| Bez koloru                                                            | Został wycofany (WYC/WD) |
| Bez koloru                                                            | Nie przybył (NP/DNA) |
| Bez koloru                                                            | Nie brał udziału w treningach (NT/DNP) |
| Bez koloru                                                            | Nie został zgłoszony (–) |
| Pogrubienie                                                           | Start z pole position |
| Kursywa                                                               | Najszybsze okrążenie wyścigu |
| †                                                                     | Nie ukończył, ale jego rezultat został zaliczony ze względu na przejechanie więcej niż 90% dystansu wyścigu.                              |
| *                                                                     | Sezon w trakcie |
| 1/2/3                                                                 | Punktowana pozycja w sprincie kwalifikacyjnym                                                                                             |
| Lista systemów punktacji Formuły 1                                    | |

### Podsumowanie[4]
| Sezon | Seria                                 | Zespół                | Starty | P1 | PP | NO | Podia | Punkty | Miejsce |
| ----- | ------------------------------------- | --------------------- | ------ | -- | -- | -- | ----- | ------ | ------- |
| 2019  | Formuła 4 ZEA                         | Dragon Racing         | 4      | 0  | 0  | 0  | 0     | 0      | NC†     |
| 2019  | Niemiecka Formuła 4                   | US Racing-CHRS        | 20     | 2  | 0  | 2  | 5     | 165    | 4       |
| 2019  | Włoska Formuła 4                      | US Racing-CHRS        | 18     | 1  | 6  | 1  | 4     | 144    | 5       |
| 2020  | Formuła 3                             | Charouz Racing System | 18     | 0  | 0  | 0  | 0     | 3      | 21      |
| 2020  | Europejski Puchar Formuły Renault 2.0 | MP Motorsport         | 2      | 0  | 0  | 0  | 0     | 2      | 18      |
| 2021  | Formuła 3                             | Hitech Grand Prix     | 2      | 0  | 0  | 0  | 2     | 29     | 16      |
| 2021  | Azjatycka Formuła 3                   | Hitech Grand Prix     | 15     | 0  | 0  | 0  | 0     | 60     | 10      |
| 2021  | Euroformula Open Championship         | Team Motopark         | 3      | 1  | 0  | 0  | 2     | 55     | 12      |
| 2022  | Formuła 3                             | Trident               | 18     | 1  | 1  | 2  | 4     | 117    | 5       |
| 2023  | Formuła 2                             | Trident               |        |    |    |    |       |        |         |

† – jako gość, Staněk nie mógł zdobyć punktów.